# Relações entre Armênia e Bélgica
As relações entre Armênia e Bélgica têm sido muito amigáveis desde a independência da Armênia em 1991, especialmente no comércio. A Armênia atualmente possui uma embaixada em Bruxelas, capital da Bélgica, bem como missões diplomáticas na União Europeia e OTAN. A Bélgica é também um dos países a ter reconhecido o genocídio armênio que continua a ser negado pela Turquia.